# Iker Camaño
Iker Camaño Ortuzar (Santurtzi, 14 maart 1979) is een Spaans voormalig wielrenner.

## Belangrijkste overwinningen
2008
4e etappe Ronde van Chihuahua
2011
2e etappe Cinturón a Mallorca
Eindklassement Cinturón a Mallorca
4e etappe Ronde van Noorwegen
1e etappe Ronde van Tsjechië (ploegentijdrit)
2012
Bergklassment Ronde van Tsjechië
Proloog Trofeo Joaquim Agostinho

## Resultaten in voornaamste wedstrijden
| Jaar | Ronde van Italië | Ronde van Frankrijk | Ronde van Spanje |
| ---- | ---------------- | ------------------- | ---------------- |
| 2004 |                  | 26e                 |                  |
| 2005 |                  | 69e                 |                  |
| 2006 |                  | 34e                 |                  |
| 2007 |                  | 53e                 | 34e              |
| 2008 | 75e              |                     |                  |
| 2009 | 35e              |                     |                  |
| 2010 |                  |                     |                  |
| 2011 |                  |                     |                  |
| 2012 |                  |                     |                  |
| 2013 |                  |                     | 67e              |
| 2014 |                  |                     |                  |

| Jaar | Milaan-San Remo | Amstel Gold Race | Luik-Bast.‑Luik | Ronde van Lombardije | Brabantse Pijl |
| ---- | --------------- | ---------------- | --------------- | -------------------- | -------------- |
| 2004 |                 |                  | 102e            |                      |                |
| 2005 |                 | 110e             | 108e            |                      |                |
| 2006 |                 | 82e              | 39e             |                      |                |
| 2007 |                 | 35e              | 73e             |                      |                |
| 2008 |                 |                  |                 |                      |                |
| 2009 | 102e            |                  |                 |                      | 40e            |
| 2010 |                 |                  |                 |                      |                |
| 2011 |                 |                  |                 |                      |                |
| 2012 |                 |                  |                 |                      |                |
| 2013 |                 |                  |                 | opgave               |                |
| 2014 | opgave          |                  |                 |                      | opgave         |